# Mads Mensah Larsen
 Der er flere personer med dette navn, se Mads Larsen (flertydig).
Mads Mensah Larsen (født 12. august 1991 i Holbæk) er en dansk håndboldspiller (venstre back), der spiller i den tyske klub Flensborg-Handewitt.
Han har studeret humanistisk informatik ved Aalborg Universitet.
Med landsholdet har han vundet OL i 2016, VM i 2019 i Tyskland/Danmark, 2021 i Egypten samt 2023 i Sverige/Polen.
I 2025 vendte han tilbage til Danmark fra Flensburg-Handewitt, og skrev kontrakt med Skjern Håndbold på trods af, at hans aftale oprindeligt var gyldig indtil 2026.

## Privat
Mensah er opvokset i Holbæk med sine forældre og bror. Hans mor er dansk, og hans far kommer oprindeligt fra Ghana. Han startede som femårig i Holbæk Håndboldklub.
I 2018 blev han gift med Line Bødker Nielsen.